# Distretto di Sam Khok
Il distretto di Sam Khok (in thailandese: สามโคก) è un distretto (amphoe) della Thailandia situato nella provincia di Pathum Thani.